# Christophe Galfard
Christophe Galfard (Paris, 1976) é um físico francês.

## Biografia
Diplomado pela École Centrale Paris em 1999, especializou-se em física teórica. Estudou matemática na Universidade de Cambridge, Inglaterra, onde obteve um doutorado em 2006, orientado por Stephen Hawking. Publicou com Stephen Hawking e Lucy Hawking George e o Segredo do Universo em 2007.